# Deutsche Bauernmesse
Die Deutsche Bauernmesse ist eine Messe, die von der Volksliedpflegerin Annette Thoma zusammengestellt und getextet wurde.
Thoma nahm als Grundlage für ihre Messe „alte Lieder und Weisen aus dem bayerisch-österreichischen Alpenland“, unterlegte ihnen aber neue, selbstverfasste Texte in gemäßigter bairischer Mundart. Kernstück der Messe ist der bekannte Andachtsjodler, der 1830 in Sterzing aufgezeichnet wurde. Die Messe wurde original für Dreigesang und Stubenmusik gesetzt, liegt aber auch in einer Bearbeitung für gemischten Chor mit Begleitung vor.
Die Messe wurde erstmals anlässlich des Namenstags des Kiem Pauli am 29. Juni 1933 in der „Badkapelle“ in Wildbad Kreuth von den Riederinger Sängern aufgeführt. Die erste Druckauflage erfolgte 1947, für die Annette Thoma zusätzliche instrumentale Zwischenspiele einfügte.
Die Entstehung der Messe fiel in eine Zeit liturgischer Reformbestrebungen (siehe: Liturgische Bewegung), durch die erstmals die Volkssprache neben dem Lateinischen als liturgischer Sprache einen höheren Stellenwert erlangte. Sie entsprach dem Liturgieverständnis, das durch das Apostolische Schreiben Tra le sollecitudini Pius’ X. von 1903 eingeleitet wurde. Durch die späteren Liturgiereformen des Zweiten Vatikanischen Konzils ist der liturgische Ansatz der Bauernmesse heute in Teilen überholt. Eine Überarbeitung der Messe durch Annette Thoma Ende der 1960er Jahre, die versuchte die neueren liturgischen Ansätze zu integrieren, wurde aber von den meisten Sängergruppen nicht angenommen, da die Bauernmesse in der originalen Form sehr populär und den Kirchengemeinden lieb geworden ist.

## Aufbau
- Kyrie: Auf, auf in Gottes Nam’ (Melodie: „Buama, i bitt enk schön, stehts na gschwind auf“, Steiermark, 1931 veröffentlicht)
- Gloria: Gloria in Excelsis Deo (Kärnten)
- Credo: Wir glauben an Dich (Melodie von Annette Thoma?)
- Offertorium: Oh Jesus, liebster Jesus (Melodie: „Hiaz is da rauhe Winter da“, aus dem Oberen Murtal in der Steiermark, 1881 veröffentlicht)
- Sanctus: Heilig, heilig (Melodie: „Liebster Freund, thu dich erbarmen“, von August Hartmann und Hyacinth Abele in Wössen aufgezeichnet, 1884 veröffentlicht)
- Andachtsjodler (ab 1830 in Sterzing nachgewiesen[1])
- Benedictus: Wie bist du worden klein (Melodie „Zuflucht unter der Erde“ aus dem Liederbuch der Augusta Bender aus Oberschefflenz im badischen Bauland, 1902)
- Agnus Dei: Wir genießen die himmlische Freude (Aufzeichnung des Volksliedsammlers Viktor Schirmunski aus Jamburg, einem ehemals bayerisch besiedelten Dorf in der Südukraine, 1931)
- Ite missa est: Lasst uns dem Herrn danken

## Aufnahmen/Tonträger
- Annette Thoma – Deutsche Bauernmesse. Originalaufnahme aus der Stiftskirche zu Rottenbuch. Intercord LP 160 807, 1974
- Erntedank in Unterwössen. EMI, 1976. Wiederveröffentlichung: Allegra / Hieber MH 2201-CD, 1992
- Inntaler Sänger, Alpacher Bläser: Die Bauernmesse von Annette Thoma. Geistliche Lieder und Weisen. Österreichischer Rundfunk (ORF) und Bogner Records 1990. CD
- Advent-Weihnachten mit den Sainihonsern: Bauernmesse von Annette Thoma, Advent- und Weihnachtslieder. Tyrolis CD 351 577
- Annette Thoma: Deutsche Bauernmesse, Wilhelm F. Schmid: St. Hubertus-Messe (Deutsche Jägermesse). Bob-Media, 2011